# Bror Berger
Bror Bernhard Karl Bergild, känd som Bror Berger, ursprungligen Karlsson, född 8 februari 1877 i Malmö Caroli församling, död 3 april 1948 i Högalids församling i Stockholm, var en svensk skådespelare, manusförfattare, regissör, filmproducent och ingenjör.

## Biografi
Bror Berger var utbildad ingenjör och uppfinnare som genomgått tekniskt institut i såväl Malmö som Dresden. Han hade innehaft anställningar i Amerika, Tyskland, Finland och Danmark.
Berger var en av Sveriges flygpionjärer. År 1911 byggde han ett monoflygplan efter utländska förebilder, och han lyckades få två affärsmän att satsa pengar i projektet. Flygplanet havererade i samband med den första provflygningen och Berger slutade som flygplanskonstruktör.
Bror Berger gifte sig 1900 med Anna Susanna André (1870–1912), men flyttade till Finland medan hon var kvar i Sverige. Åren 1913–1916 var han gift med Sigrid Olivia Eugenia Hettman (1883–1966), efter skilsmässa omgift Norrman. År 1916 gifte han sig med Gertrud Wigrén (1894–1926) och 1937 med Gerda Katarina Larsson (1894–1977). Namnet Bergild tog han 1937. Bror Berger är gravsatt i Högalids kolumbarium i Stockholm.

## Filmografi
- 1912 – Margaretaa ajetaan takaa
- 1912 – Rusthollari Pettersonin Helsinginmatka
- 1915 – Peski, Lappa ja poliisit
- 1916 – Katoavia timantteja eli Herrasmies-varas Morel vastustajanaan etsivä Frank
- 1919 – Herr Arnes pengar
- 1920 – Mästerman
- 1920 – Karin Ingmarsdotter
- 1921 – Körkarlen
- 1921 – En vildfågel
- 1922 – Det omringade huset
- 1922 – Vem dömer
- 1923 – Eld ombord
- 1925 – Polis Paulus' påskasmäll
- 1925 – För hemmet och flickan
- 1928 – A.-B. Gifta Bort Baron Olson
- 1928 – Gustaf Wasa del I
- 1928 – Gustaf Wasa del II
- 1930 – Kronans kavaljerer
- 1934 – Uppsagd
- 1934 – Atlantäventyret
- 1934 – Eva går ombord
- 1934 – Flickorna från Gamla sta'n
- 1935 – Munkbrogreven
- 1935 – Grabbarna i 57:an
- 1936 – 33.333
- 1937 – John Ericsson - segraren vid Hampton Roads
- 1937 – En sjöman går iland
- 1938 – På kryss med Albertina
- 1938 – Styrman Karlssons flammor
- 1942 – Rid i natt!

## Regi
- 1912 – Rusthollari Pettersonin Helsinginmatka
- 1915 – Peski, Lappa ja poliisit
- 1916 – Katoavia timantteja eli Herrasmies-varas Morel vastustajanaan etsivä Frank
- 1924 – Den förgyllda lergöken

## Filmmanus
- 1912 – Rusthollari Pettersonin Helsinginmatka
- 1915 – Peski, Lappa ja poliisit
- 1916 – Katoavia timantteja eli Herrasmies-varas Morel vastustajanaan etsivä Frank

## Producent
- 1912 – Rusthollari Pettersonin Helsinginmatka
- 1915 – Peski, Lappa ja poliisit

## Teater

### Roller
| År   | Roll | Produktion                                                           | Regi         | Teater           |
| ---- | ---- | -------------------------------------------------------------------- | ------------ | ---------------- |
| 1918 |      | Filmkungen, eller Klockan 8 börjar revolutionen, revy Emil Norlander | Axel Hultman | Kristallsalongen |

### Fotnoter
1. 1 2 3 4  Malmö Caroli födelsebok CI:13 s 234 löpnummer 117
2. 1 2   Sveriges dödbok 8: 1830-2020. Sveriges släktforskarförbund. 2021
3. ↑  ”Bror Berger”. IMDb.com. http://www.imdb.com/name/nm0074129/. Läst 4 oktober 2012.
4. ↑  BROR BERNHARD CARL BERGILD Skåningar i Stockholm / s 95 (1940).
5. ↑  Bergild, Bror Bernhard Carl i Vem är Vem? / Stockholmsdelen 1945 / s 66.
6. ↑  Pionjärflygare – tidiga flygförsök i Norden sid 97–98 ISBN 91-85496-74-X
7. ↑  Maria Magdalena inflyttningsbok BI:104 (1936) s 130.
8. ↑  ”Bergild, Bror Karl Bernhard”. SvenskaGravar.se. https://www.svenskagravar.se/gravsatt/4fbade2a-92f3-41dc-8c61-aac778f39f75. Läst 19 maj 2023.
9. ↑  ”Filmkungen eller Kl. 8 börjar revolusitionen”. Musikverket. https://calmview.musikverk.se/CalmView/Record.aspx?src=CalmView.Performance&id=P16960&pos=2. Läst 21 april 2024.